# Maison de la Banque de La Réunion
La maison de la Banque de La Réunion, ou maison Kalidas, est une maison remarquable de l'île de La Réunion, département et région d'outre-mer français dans le sud-ouest de l'océan Indien. Située dans le centre-ville de Saint-Denis au numéro 37 de la rue de Paris, elle est inscrite en totalité, y compris les portails, le guétali et le terrain d’assiette, à l'inventaire supplémentaire des Monuments historiques depuis le 14 août 2000,.